# Troy Township (Athens County, Ohio)
Troy Township ist eines von 14 Townships des Athens Countys im US-Bundesstaat Ohio. Nach der Volkszählung im Jahr 2000 waren hier 2712 Einwohner registriert.

## Geografie
Troy Township liegt im äußersten Südosten des Athens Countys im Südosten von Ohio, grenzt im Südosten an den Ohio River und im Uhrzeigersinn an die Townships: Decatur Township im Washington County, Belpre Township (Washington County), Olive Township im Meigs County, Orange Township (Meigs County), Carthage Township und Rome Township.

## Verwaltung
Das Township wird durch ein Board of Trustees, bestehend aus drei gewählten Mitgliedern, verwaltet. Zwei Personen werden jeweils im Jahr nach der Präsidentschaftswahl gewählt und eine jeweils im Jahr davor. Die Amtszeit dauert in der Regel vier Jahre und beginnt jeweils am 1. Januar. Daneben gibt es noch einen Township Clerk (Schriftführer), der ebenfalls im Jahr vor der Präsidentschaftswahl auf eine vierjährige Amtszeit gewählt wird. Dessen Amtszeit beginnt jeweils am 1. April.